# Кунгина, Ольга Геннадьевна
О́льга Генна́дьевна Кунгина (урождённая Голо́вкина; 17 декабря 1986, Березники) — российская легкоатлетка, чемпионка Европы в беге на 5000 метров. Заслуженный мастер спорта России.

## Карьера
Легкой атлетикой Ольга начала заниматься в 1996 году у тренера Юрия Сафронова. С 2004 тренируется у Елены и Сергея Поповых в Перми.
На чемпионате Европы в 2012 году Ольга участвовала в забеге на 5000 метров. Она выиграла эту дистанцию с результатом 15:11.70 минут, обойдя других призёров Людмилу Коваленко и Сару Морейру.
На Олимпиаде в Лондоне Ольга также принимала участие в беге на 5000 метров и в финале стала 9-й.
В Командном чемпионате России 2017 года на дистанции 5000 м пришла второй.
Стала победительницей Кубка России 2017 года на той же дистанции.

## Дисквалификация
4 октября 2013 года стало известно что Антидопинговая комиссия Всероссийской федерации лёгкой атлетики (ВФЛА) дисквалифицировала на два года Ольгу Головкину за нарушение антидопинговых правил начиная с 2 августа 2013 года.

## Личная жизнь
В 2011 году окончила Чайковский государственный институт физической культуры.
Замужем.